# Iélkino
Iélkino (en rus: Елкино) és un poble de l'óblast d'Arkhànguelsk, a Rússia, segons el cens del 2012 tenia 26 habitants.